# Генрі Лі Лукас
Генрі Лі Лукас (англ. Henry Lee Lucas; 23 серпня 1936, Блексберг, Вірджинія — 13 березня 2001, Хантсвілл, Техас) — найвідоміший американський серійний убивця, людожер. На його рахунку щонайменше 11 доведених слідством вбивств, а також більше 300 не доведених. Поза судом він твердив, що здійснив більше 3000 вбивств, хоча пізніше він відмовився від своїх слів. На сьогодні точна кількість жертв Генрі Лі Лукаса не з'ясована.

## Кіновідтворення
- 1986 — «Генрі: портрет серійного вбивці»
- 1996 — «Генрі: портрет серійного вбивці 2»
- 2009 — «Бродяга Генрі Лі Лукас»
- 2019 — «Розмови з убивцею»